# Romeral (sopka)
Romeral je nejseverněji položený vulkán v Kolumbii. Vznikla v pozdním pliocénu, před 3 miliony let.
Nachází se na konci sopečného řetězce Nevado del Ruiz – Nevado del Tolima, východně od měst Aranzau a Neira a severozápadně od vulkánu Cerro Bravo. Stejně jako většina sopek v Kolumbii je tvořena andezity a dacity. Na severozápadním svahu se nacházejí dvě vrstvy pemzových uloženin, oddělených vrstvou půdy. Stáří těchto vrstev bylo určeno na 8460, resp. 7340 let.